# رود سوندرون
رود سوندرون (روسی: Сундрун) یک رودخانه در استان یاقوتستان کشور روسیه است.